# Laurent Feuillet
Laurent François Feuillet, né le 21 novembre 1770 à Paris et mort le 5 décembre 1843 à l'Institut de France, est un bibliothécaire français chevalier de la Légion d'Honneur.

## Biographie
Fils de Jean Baptiste Feuillet, sculpteur directeur de l'Académie de Saint-Luc, et de Marie Baptiste Pineau, petite fille de Nicolas Pineau, sculpteur du tsar de Russie Pierre le Grand. Il est sous-bibliothécaire, puis bibliothécaire en chef de l'Institut de France en 1823. Il est élu membre de l'Académie des sciences morales et politiques en 1833.
Il est chevalier de la Légion d'honneur.

## Publications
- Mémoire couronné par l'Institut national, sur cette question : L'Émulation est-elle un bon moyen d'éducation ? (1801)

Collaboration
- Histoire de l'art par les monumens depuis sa décadence au IVe siècle jusqu'à son renouvellement au XIVe, de Jean Baptiste Louis Georges Seroux d'Agincourt (6 volumes, 1823)

Traductions
- Les Antiquités d'Athènes de James Stuart et Nicholas Revett (4 volumes, 1808-1822)
- Les Amours de Psyché et de Cupidon d'Apulée (1809)